# Pulse (Reich)
Pour les articles homonymes, voir Pulse.
Ne doit pas être confondu avec Pulse Music.
Pulse est une œuvre musicale de Steve Reich composée en 2015 pour un ensemble mixte. Elle est créée par l'International Contemporary Ensemble dirigé par David Robertson le 1er novembre 2016 à New York. 

## Historique
Composée en 2015, cette pièce est écrite, selon Steve Reich, en réaction à Quartet (2013) qui était marqué par plusieurs changements de tonalités, alors que Pulse évolue circulairement sur des lignes mélodiques autour d'une seule tonalité et d'une pulsation tenue par la guitare basse électrique.
Pulse est créé par l'International Contemporary Ensemble dirigé par David Robertson lors d'un concert donné le 1er novembre 2016 au Carnegie Hall à New York,. Elle est créée en France par l'Ensemble Modern lors d'un concert donné à la Philharmonie de Paris à la Cité de la Musique le 12 novembre 2016.

## Structure
Pulse est une œuvre écrite pour un ensemble mixte composé de deux violons, deux altos, deux violoncelles, deux flûtes, deux clarinettes, un piano et une guitare électrique basse (à cinq cordes). Elle est constituée d'un mouvement unique et son exécution dure environ 15 minutes,.

## Enregistrements
- Pulse/Quartet, par l'International Contemporary Ensemble et le Colin Currie Group, Nonesuch Records CD 565676, 2018[5].
- Live at Foundation Louis Vuitton, par le Colin Currie Group et Synergy Vocals, Colin Currie Records CD CCR003, 2019.